# Orestes Ferrara
Orestes Ferrara y Marino (Nápoles, 8 de julio de 1876-Roma, 16 de febrero de 1972), fue un militar, político, diplomático, profesor universitario, escritor y periodista cubano.

## Biografía
De origen italiano, nació en Nápoles en julio de 1876, y emigró a Cuba en 1897, con el objetivo de participar en la guerra independentista. Falleció en 1972 en Roma.
Mambí durante la guerra de la independencia, fue embajador de Cuba en los Estados Unidos desde el  21 de diciembre de 1926 al 1 de junio de 1932. Posteriormente desempeñó el cargo  de secretario de Estado durante la dictadura de Gerardo Machado, desde el 1 de junio de 1932 al 12 de agosto de 1933.
Fue delegado a la UNESCO y firmante de la Constitución de 1940. Fue fundador de la revista La Reforma Social (1913-1926) y de El Heraldo de Cuba (1914-1926), un periódico nacional que se convertiría seis meses después de su inicio en el de mayor circulación en todo el país con una tirada de 65 000 ejemplares frente a 17 000 del resto de los periódicos.